# Ealing

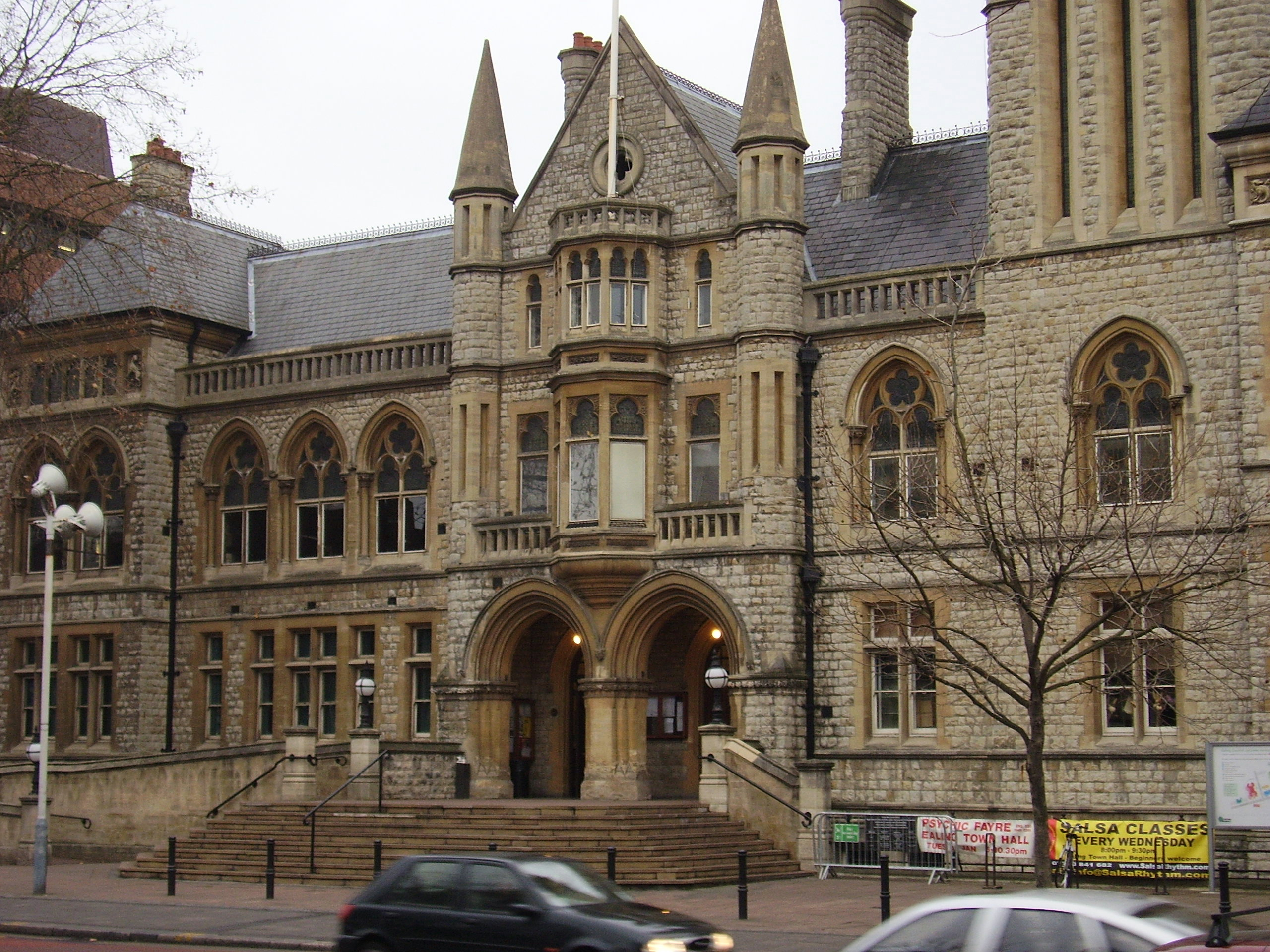
Ealings stadshus

Ealing är en stadsdel (district) i London Borough of Ealing i västra London, ursprungligen en självständig stad. Stadsdelen är ett av tio regionala stadscentrum i Greater London enligt Londons översiktsplan. Den har gett namn åt den större kommunen London Borough of Ealing. Ealing är kanske mest känt för Ealing Studios där Ealingkomedierna spelades in.